# Lac Lingambudhi
Le lac Lingambudhi est un lac situé dans la ville de Mysore, en Inde.